# David Crisafulli
David Crisafulli, né le 14 avril 1979 à Ingham, est un homme politique australien, membre du Parti libéral national. Il est Premier ministre du Queensland depuis le 28 octobre 2024.

## Biographie
David Crisafulli est issu d'une famille de migrants originaires d'Italie. Il est diplômé en journalisme de l'université James-Cook en 2000. Il travaille sur la chaîne Win News.
En 2004, il est élu membre du conseil de Townsville. Réélu en 2008, il devient adjoint au maire.
De 2012 à 2015, il est député de l'Assemblée législative du Queensland pour la circonscription de Mundingburra. Il est de nouveau élu en 2017 pour la circonscription de Broadwater.
Le 12 novembre 2020, il est élu chef du Parti libéral national du Queensland et devient le chef de l'opposition officielle à l'Assemblée législative. À la suite de la victoire de son parti aux élections législatives du 26 octobre 2024, il est nommé Premier ministre le 28 octobre.